# Kristus i Martas och Marias hus (Velázquez)
Kristus i Martas och Marias hus är en oljemålning av den spanske barockkonstnären Diego Velázquez. Den utfördes omkring 1618 och ingår sedan 1892 National Gallerys samlingar i London. 
Detta är ett av Velázquez tidiga verk; han var omkring 19 år gammal och bodde fortfarande i födelsestaden Sevilla. Vid den här tiden målade han ofta bodegónes, det vill säga vardagliga köks- eller värdshusscener med figurer och inslag av stilleben. Ett annat exempel på detta är den ungefär samtidigt utförda Gammal kvinna tillagar ägg; samma äldre kvinna som stått modell där förekommer även i denna målning längst till vänster. 
Som titeln anger är denna målning dock inte enbart en genrescen, utan skildrar även det nytestamentliga motivet Kristus i Martas och Marias hus. Det anses vara Marta som står till höger i förgrunden och mortlar vitlök och chili. Det är hon som i Lukasevangeliet beskrivs som den arbetsamma och beklagande kvinnan som skötte de husliga sysslorna under tiden som hennes syster Maria satt overksam och lyssnade på Jesus. Denna scen utspelar sig i den lilla bilden som utgör en tavla i tavlan (möjligen föreställer den en spegel eller ett fönster) där Jesus avbildas sittande på en stol, Maria på golvet och Marta stående bakom henne.
Den caravaggistiska stilen märks på de närmast fotorealistiska detaljerna, den mörka bakgrunden och de starka kontrasterna mellan ljus och skugga, så kallad chiaroscuro. Velázquez var även influerad av flamländska konstnärer som Pieter Aertsen och Joachim Beuckelaer som målade liknande motiv med genrescener i förgrunden och bibliska scener, till exempel just Kristus i Martas och Marias hus, infällda i bakgrunden. Velázquez använde en liknande komposition med dubbla bilder med bibliska eller mytologiska motiv i Kökspigan med kvällsvarden i Emmaus och Spinnerskorna.

Pieter Aertsen, Vanitas stilleben med Kristus i Martas och Marias hus (1552), Kunsthistorisches Museum.
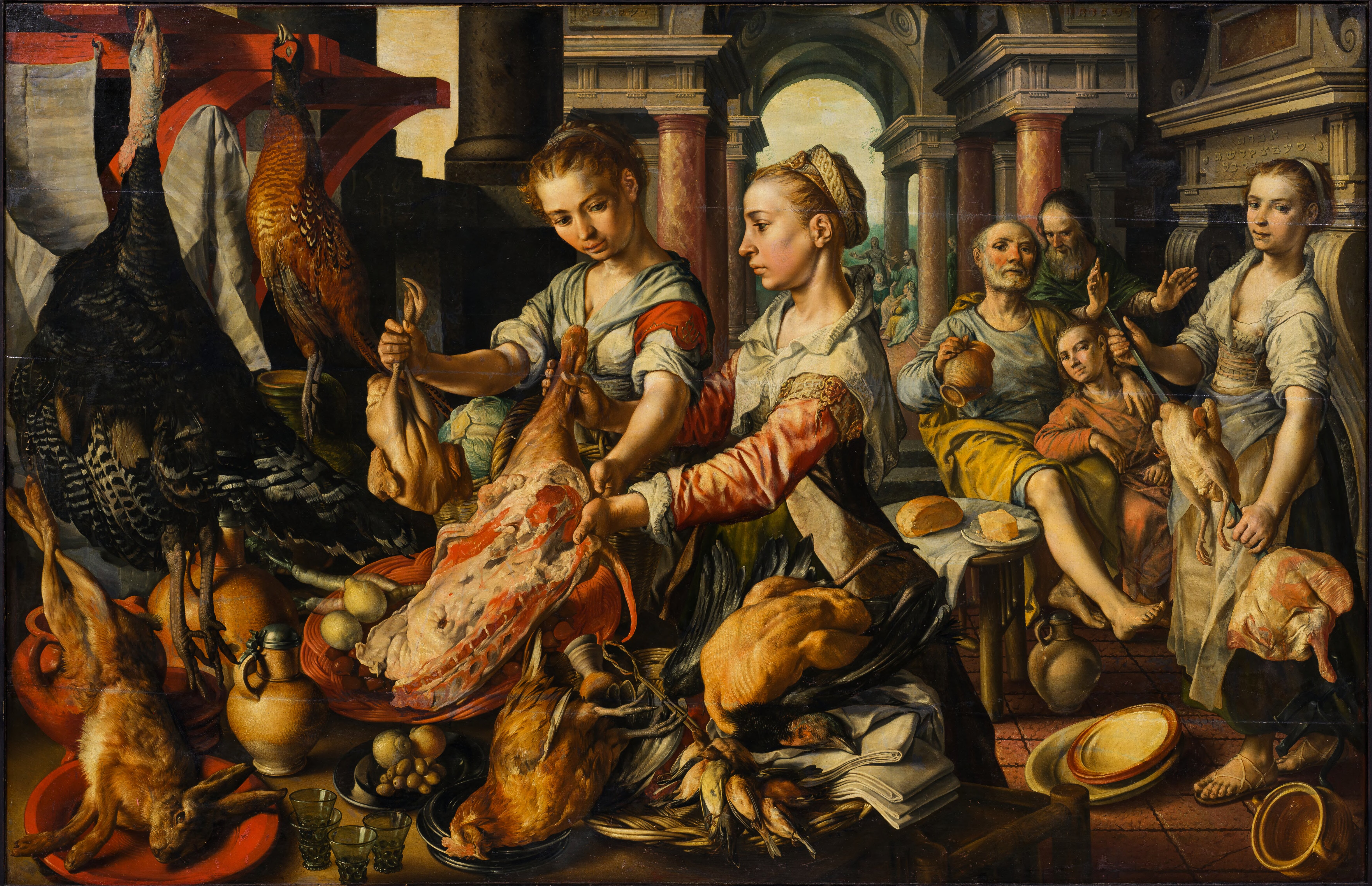
Joachim Beuckelaer, Matvaruhandel: Kristus hos Marta och Maria (1565), Nationalmuseum.